# Parastrangalis eucera
Parastrangalis eucera är en skalbaggsart som beskrevs av Holzschuh 1995. Parastrangalis eucera ingår i släktet Parastrangalis och familjen långhorningar. Inga underarter finns listade i Catalogue of Life.